# Sky Atlantic (Itália)
Sky Atlantic é um canal de televisão por assinatura italiano, de propriedade da Sky Italia. Começou a transmitir em 9 de abril de 2014.